# Munakata-taisha

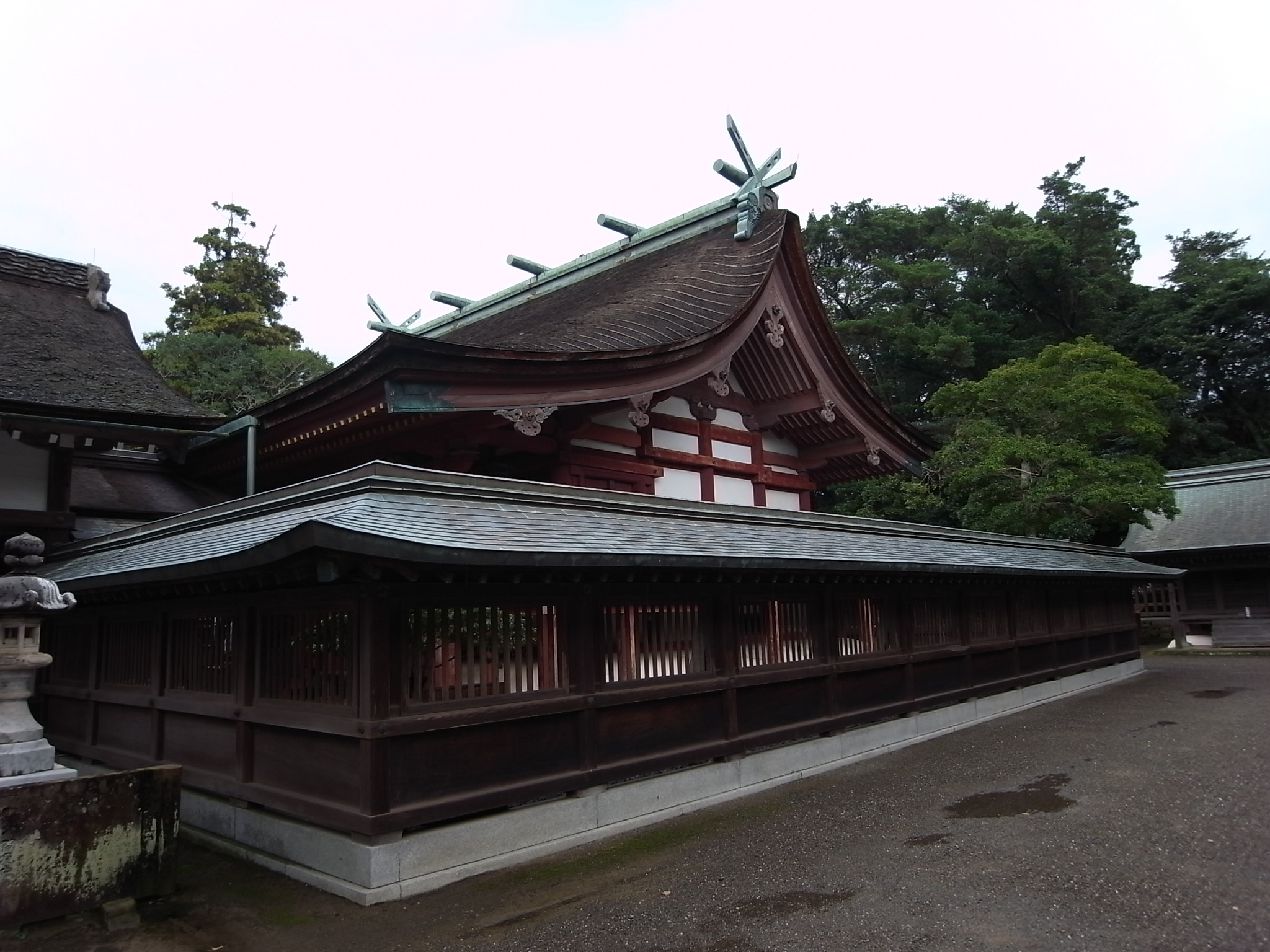
Honden de Munakata-taisha, 1578 (bien culturel important du Japon).

Le Munakata-taisha (宗像大社) est un groupe de trois sanctuaires shinto situés à Munakata, préfecture de Fukuoka au Japon.

## Localisation
Munakata-taisha désigne les trois sanctuaires Hetsu-gū, Nakatsu-gū et Okitsu-gū, mais ce terme est plus communément utilisé pour ne désigner que Hetsu-gū. Ces trois sanctuaires sont à la tête de quelque 6 000 sanctuaires Munakata dans tout le pays.
Les trois sanctuaires se trouvent dans la préfecture de Fukuoka tout en occupant trois îles différentes. Hetsu-gū, le sanctuaire principal, est situé sur l'ile de Kyūshū. Nakatsu-gū est établi au pied du mont Mitake sur l'île d'Ōshima au large des côtes de Kyūshū. Quant à Okitsu-gū, il se trouve sur l'île d'Okinoshima située au milieu de la mer de Genkai. Le sanctuaire occupe toute l'île. Les femmes ne sont pas autorisées à poser le pied sur l'île et les hommes doivent effectuer une cérémonie de purification avant d'y débarquer.
| Nom du sanctuaire   | Déité vénérée                         | Emplacement de l'île | Coordonnées                         |
| ------------------- | ------------------------------------- | -------------------- | ----------------------------------- |
| Hetsu-gū (辺津宮)   | Ichikishima Hime-no-Kami (市杵島姫神) | Kyūshū               | 33° 49′ 51,92″ N, 130° 30′ 51,65″ E |
| Nakatsu-gū (中津宮) | Tagitsu Hime-no-Kami (湍津姫神)       | Ōshima               | 33° 53′ 49,17″ N, 130° 25′ 56″ E    |
| Okitsu-gū (沖津宮)  | Tagori Hime-no-Kami (田心姫神)        | Okinoshima           | 34° 14′ 33,24″ N, 130° 06′ 14,1″ E  |

## Description
Comme indiqué dans le Nihon Shoki, deuxième plus ancien livre du Japon, les sanctuaires sont consacrés aux trois déesses Munakata : Ichikishima Hime-no-Kami à Hetsu-gū, Tagitsu Hime-no-Kami à Nakatsu-gū et Tagori Hime-no-Kami à Okitsu-gū. Ces kamis sont censés être les filles de la déesse Amaterasu, ancêtre de la famille impériale, et du dieu Susanoo. Susanoo y a également été adoré pendant de nombreuses années comme le dieu des marins, et il en est venu à être adoré aussi comme le dieu de la sécurité de la circulation sur terre.
Munakata Taisha abrite également de nombreux trésors japonais. Le honden (bâtiment principal) et le haiden (salle de prière principale) de Hetsu-gū sont tous deux désignés biens culturels importants du Japon et le lieu fait lui-même partie des sites historiques du Japon. Le Shinpō-kan (神寶館), salle au trésor du sanctuaire située à l'angle sud-ouest de l'emplacement de Hetsu-gū, abrite de nombreuses reliques importantes dont six trésors nationaux du Japon. Plus de 120 000 objets conservés au Shinpō-kan ont été mis au jour sur l'île Okino.
En 2009, les trois sanctuaires ont été proposés pour une future inscription au patrimoine mondial de l'UNESCO,,. En juillet 2017, ils sont enregistrés,.

## Histoire
Les plus anciens rites à Okitsu-gū sur Okinoshima remontent à la deuxième moitié du IVe siècle. Ils s’effectuaient autour d’un rocher de dix mètres de haut sur le versant sud de l'île, où les archéologues ont retrouvé plusieurs objets insérés dans une crevasse rocheuse. Une dizaine d'autres rochers ont été utilisés les siècles suivants pour ces offrandes.
Les cérémonies tenues dans les trois sanctuaires de Munakata se seraient petit à petit apparentées à ceux du sanctuaire d'Ise à partir de la fin du VIIe siècle.